# Annesse-et-Beaulieu
 Annesse-et-Beaulieu , en occitano Anessa e Beuluòc, es una población y comuna francesa, situada en la región de Aquitania, departamento de Dordoña, en el distrito de Périgueux y cantón de Saint-Astier. Su núcleo principal es Gravelle.
Se halla en la región histórica de Perigòrd.

## Demografía
| 531 | 553 | 631 | 826 | 1099 | 1246 |
| Para los censos de 1962 a 1999 la población legal corresponde a la población sin duplicidades (Fuente: INSEE [Consultar]) |     |     |     |      |      |

## Lugares de interés
- Castillo de la Roche, del siglo XIX.